# Regione di Magway
La regione di Magway è una divisione della Birmania centrale. Confina con la regione di Sagaing a nord, la regione di Mandalay a est, la regione di Bago a sud e gli stati Rakhine e Chin a ovest. 
È la più grande delle divisioni birmane. La capitale è Magway, altre citta della regione sono Pakokku e Myede.

## Divisione amministrativa
La regione è suddivisa in otto distretti e 25 Township, i distretti sono i seguenti:
- Distretto di Magway
- Distretto di Minbu
- Distretto di Thayet
- Distretto di Pakokku
- Distretto di Gangaw